# Voortrekkers (organització juvenil)
Voortrekkers és una organització juvenil de llengua afrikaans creada a Sud-àfrica en l'any 1931. Voortrekkers ha desenvolupat la seva identitat basada en el que és considerat el seu ideari: Afrikanerskap, Burgerskap, Christenskap (Africanitat, Ciutadania i Cristianisme, en afrikáans).
La fundació de Voortrekkers va coincidir amb el creixement del nacionalisme afrikaner a Sud-àfrica, que per a llavors era una colònia britànica. En certa manera, va ser presentada com una alternativa en llengua afrikaans al moviment de parla anglesa dels escoltes, d'herència i tradició britànica. No obstant això, el programa Voortrekker va ser d'un caire substancialment més nacionalista i religiós que el programa Scout.
Des del punt de vista organitzatiu, els Voortrekkers es divideixen en una sèrie de gebiede (àrees) que corresponen a les províncies de Sud-àfrica existents abans de 1994, a més de Namíbia, que al seu torn es subdivideixen en oorde (districtes) i després en kommandos (comandos). Cada kommando consisteix en una sèrie de spanne (equips).